# Purple Haze (Entics)
Purple Haze è il quarto album in studio di Entics, pubblicato il 17 marzo 2017 dalla Sony Music.

## Composizione

### Titolo
Riguardo al titolo dell'album Entics ha dichiarato:
Però il disco si è sviluppato proprio pensando al testo di Da Baggio A Bali, perché ho voluto scriverlo come se stessi seduto da vent'anni sulla stessa panchina del mio quartiere, parlando con chi mi stava intorno»

### Copertina
La copertina del disco è molto semplicistica, vede la scritta dell'album al centro sommersa da uno sfondo viola, ed il nome dell'artista in cima.
In origine la copertina era uguale alla linea di colori "Pantone", con la riga bianca in basso con il nome del disco e dell'artista, ed il resto della superficie del colore viola, ma l'idea fu bocciata dalla major discografica.

## Il disco
Purple Haze presenta sonorità minimaliste che spaziano dall'alternative R&B, alla dancehall ad un hip hop melodico, con influenze in vari brani di musica trap ed house.
Il disco presenta argomenti molto più introspettivi rispetto ai precedenti lavori dell'artista, che ha confermato di aver voluto fare il disco totalmente senza compromessi, presentando tematiche "adulte" che rivivono l'adolescenza dell'artista e il suo percorso di crescita musicale e personale.

## Tracce
1. Classe 85 – 3:28
2. Da Baggio a Bali – 2:59
3. Dedicato a te – 2:53
4. Facciamo le 9 – 3:30
5. Il finale – 3:24
6. inna MI city – 2:32
7. Netflix – 2:48
8. Purple Haze – 3:48
9. Ripresentiamoci – 2:59
10. Scemo (feat. Fred De Palma) – 2:57
11. Siamo noi stessi – 3:43
12. Soli contro tutti (feat. Panda) – 3:05

## Classifiche
| Classifica (2017) | Posizione massima |
| ----------------- | ----------------- |
| Italia            | 48                |